# Georges d’Armagnac

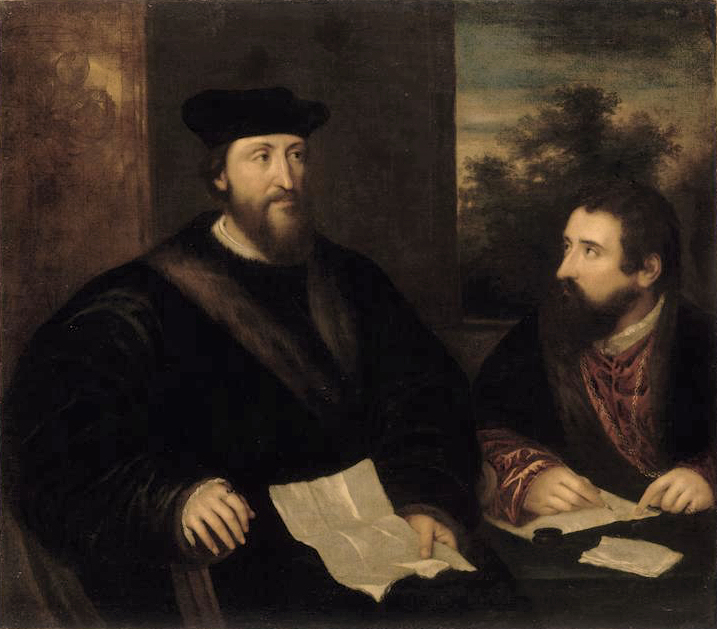
Georges d’Armagnac und sein Sekretär Guillaume Philandrier, Tizian (Louvre)

Georges d’Armagnac (* 1501; † 10. Juli 1585 in Avignon) war ein französischer Kleriker des 16. Jahrhunderts. Er war nacheinander Bischof von Rodez, Erzbischof von Tours, Erzbischof von Toulouse, schließlich Erzbischof von Avignon. Am 19. Dezember 1544 wurde er von Papst Paul III. zum Kardinal erhoben.

## Leben

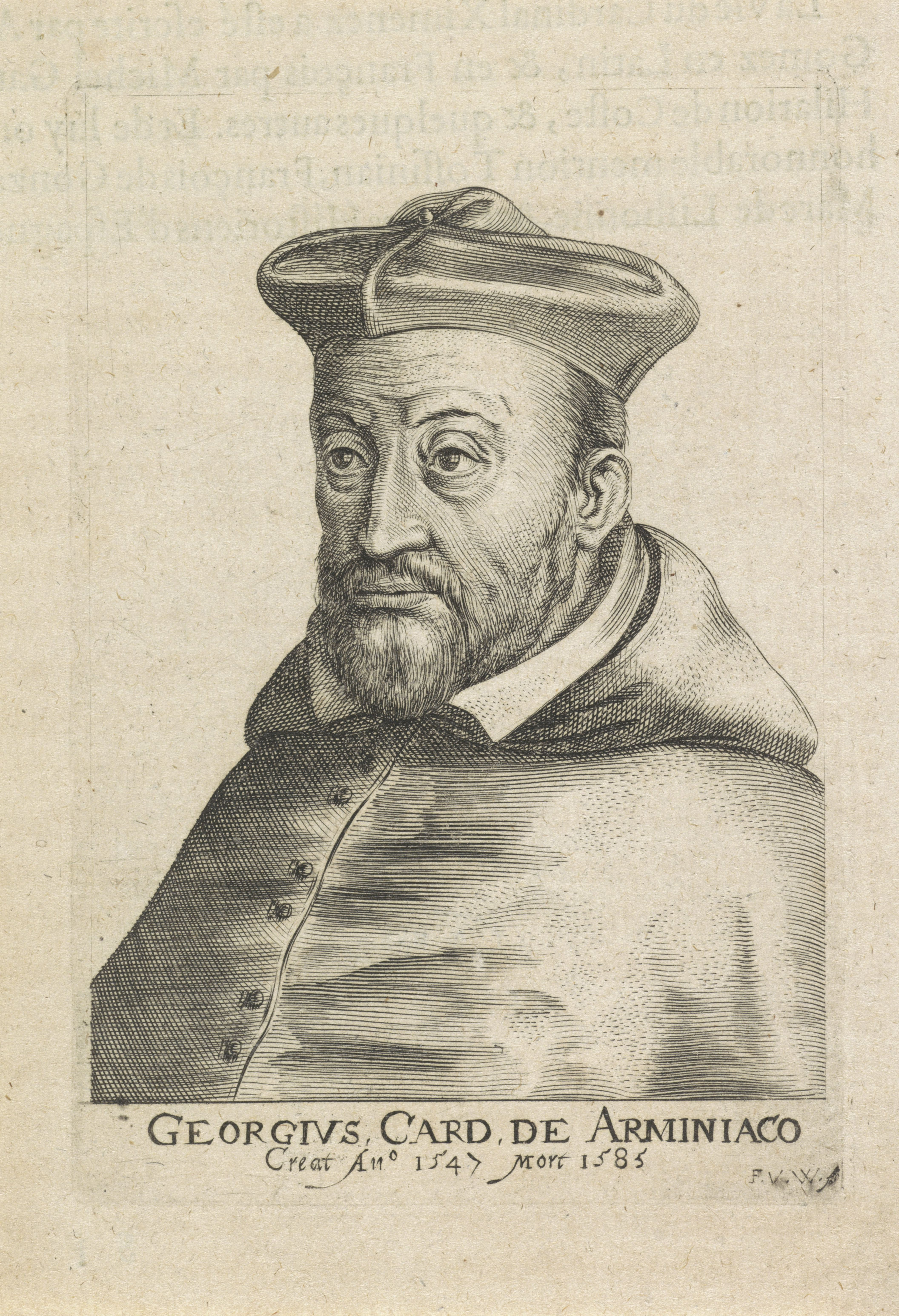
Kardinal Georges d’Armagnac (Stich von Frans van den Wijngaerde, 1644)

Georges d’Armagnac war ein Angehöriger des Hauses Lomagne, unehelicher Sohn von Pierre d’Armagnac mit Fleurette de Luppé; dieser wiederum war ein unehelicher Sohn des Comte Charles d’Armagnac mit Marguerite de Claux. Pierre wurde 1502 von König Ludwig XII. legitimiert; er war Graf von l’Isle-Jourdain (Gers).
Er wurde unter der Aufsicht seines Onkels Kardinal Louis II. d’Amboise, Bischof von Albi, erzogen, dem er nach dessen Tod ein Mausoleum in der Basilika vom Heiligen Haus in Loreto errichten ließ. Ab 1522 wurde er der Vertraute von Marguerite d’Angoulême, der späteren Königin von Navarra, der er bis zu ihrem Tod 1549 loyal verbunden blieb und deren Einsatz er seinen Kardinalshut verdankt. Am französischen Königshof war er ein Vertrauter des Connétable Anne de Montmorency. Georges d’Armagnac war Kommendatarabt der Abtei Sainte-Ambroix in Bourges, der Abtei in La Roë (Anjou), dann Administrator (1550–1575) und Abt (1579–1582) der Abtei Sainte-Marie de Lagrasse im Languedoc. Er war auch Abt von Conques (Rouergue, 1556–1564) und Dômerie d’Aubrac (1546–1585).
Georges d’Armagnac wurde am 20. April 1527 durch Bischof Guillaume Briçonnet in Meaux ordiniert. Vom 19. Januar 1529 bis zum 27. Juni 1561 war er Bischof von Rodez. Das Amt überließ er seinem Neffen Jacques de Corneillan, gleichzeitig Administrator des Bistums Vabres (1536–1547) und des Bistums Lectoure, Gesandter des französischen Königs in Venedig (1536–1539), Rom (1540–1545, 1547–1549, 1554–1557 und 1559–1560), Lieutenant général des Königs in Navarra und im Languedoc (1552, 1557, 1560), Erzbischof von Tours (13. Januar 1548 bis 6. April 1551) Bischof-Administrator von Lescar (1555–1556), Erzbischof von Toulouse (31. August 1562 bis 15. Oktober 1584), Legat des Papstes in Avignon (1565–1585, davon bis 1572 gemeinsam mit dem Cardinal de Rouen) sowie Erzbischof von Avignon vom 6. Januar 1577 bis zum 8. Juni 1585.
Als Kardinal war er Kardinalpriester von San Lorenzo in Lucina (1556–1562), dann Kardinalpriester von San Nicola in Carcere (1562–1585). Er nahm am Konklave 1549–1550 teil, am Konklave April 1555, am Konklave Mai 1555 und am Konklave 1559; bei den Konklave von 1565–1565, 1572 und 1585 war er abwesend.
Er nahm mit seinem Vetter Blaise de Monluc an den letzten Italienfeldzügen und den ersten Hugenottenkriegen teil, ihm gelang es, Avignon und das Comtat Venaissin dem Heiligen Stuhl zu bewahren, während die umgebenden Regionen zwischen 1565 und 1585 vom Bürgerkrieg verwüstet wurden.
Georges d’Armagnac förderte eine Reihe von Humanisten wie Pierre Gilles, Pierre de Paschal, Guillaume Philandrier (1505–1565) und den Architekten Sebastiano Serlio, den Arzt Urbain Hémard († 1592) sowie die Musiker Guillaume Boni (vermutlich), Antoine de Bertrand (wahrscheinlich) und Jean Yssandon (sicher), die er den Königen Franz I., Heinrich II. und Karl IX. vorstellte und in Rom, Rodez, Toulouse und Avignon beherbergte. Die Mémoires de Condé enthalten zwei Briefe von ihm, einen an Margarate von Navarra, in dem er bei ihr gegen das Entfernen von Bildern und Ornamente, das zerstören der Ältäre und Taufbecken in der Kirche von Lescar protestierte, das sie veranlasst hatte; der andere an Kardinal Louis d’Albret, der diesen Aktivitäten zugestimmt hatte.
Kardinal d’Armagnac gab die Statuts synodaux pour l’évêché de Rodez (Lyon 1556) heraus, veröffentlichte neue liturgische Bücher in der Diözese Rodez, veröffentlichte aber auch in französischen Dialekten: l'Instruction dels rictors, vicaris et autres ayants charge d’armas aus diocesis de Rodes et de Vabres von Jean Gerson in der Sprache des Rouergue (Rodez 1556, 1982 von Jean Delmas neu aufgelegt), auf Französisch Advis et remedes souverains pour se garder de peste en temps suspet (Toulouse 1558), Instruction chrestienne… pour estre baillee a ses diocesains (Toulouse 1562), La forme que fault tenir pour denombrer le temporel de l’Église (Toulouse 1564) etc. Von ihm sind zahlreiche Briefe erhalten, derzeit zerstreut in verschiedenen Archiven, die in den Documents Inédits de l’Histoire de France (CTHS) publiziert werden sollen.
Das Inventar seiner Bibliothek wurde im Vorwort zum Catalogue général des manuscrits des bibliothèques publiques de France, Band 27: Avignon, hrsg. von Léon-Honoré Labande (Paris 1894), S. X-XII., abgedruckt. Die Bibliothek wurde in Gänze dem Metropolitan-Kapitel in Avignon übergeben.
Georges d’Armagnac hatte eine illegitime Tochter mit Namen Fleurette, die 1565 Blaise de Villemur, baron de Pailhès heiratete.